# Urszula Anna Świętochowska
Urszula Anna Świętochowska (ur. 9 stycznia 1932 w Białej Rawskiej, zm. 8 czerwca 2014 w Gdańsku) – polska nauczycielka, politolożka, profesorka Uniwersytetu Gdańskiego. 

## Życiorys
Była córką Franciszka i Marianny z Maciejewskich Lesiaków. W 1951 ukończyła Liceum Pedagogiczne w Zgierzu.
W 1954 zamieszkała w Gdańsku. Pracowała jako nauczycielka. Jednocześnie wieczorowo studiowała historię w Wyższej Szkole Pedagogicznej w Gdańsku. Po uzyskaniu dyplomu zaczęła pracę w Liceum Pedagogicznym w Gdańsku oraz w Zakładzie Metodyki Historii Wyższej Szkoły Pedagogicznej. W 1970 obroniła doktorat. Została adiunktką w Instytucie Nauk Politycznych na Wydziale Humanistycznym Uniwersytetu Gdańskiego. Badała systemy edukacyjne w różnych państwach. Interesowały ją: dydaktyka historii i nauki o polityce, patologie cywilizacji współczenej, polityka i organizacja oświaty.
W 1979 uzyskała stopień naukowy doktora habilitowanego. Pracowała jako docentka, następnie profesorka Uniwersytetu Gdańskiego. Kierowała Zakładem Dydaktyki Nauki o Polityce (później Zakład Nauki o Polityce i Społeczeństwie). W 1994 z jej inspiracji zaczęły się ukazywać zeszyty naukowe „Cywilizacje w Czasie i Przestrzeni” (od 2003 „Cywilizacja i Polityka”). Była członkinią ich kolegium redakcyjnego i rady programowej. Napisała wiele artykułów oraz książki: Systemy edukacyjne cywilizacji przełomu XX i XXI wieku i Patologie cywilizacji współczesnej. Przygotowała podręcznik metodyki nauczania wiedzy o społeczeństwie. Uczestniczyła w programach naukowo-badawczych, organizowała konferencje. Redagowała książki oraz czasopisma.
Była wielokrotnie nagradzana nagrodami Rektora Uniwersytetu Gdańskiego oraz odznaczeniami państwowymi. Dostała m.in. Medal Komisji Edukacji Narodowej i Krzyż Kawalerski Orderu Odrodzenia Polski.
Została pochowana na cmentarzu Srebrzysko (rejon V, taras IX-1-203).

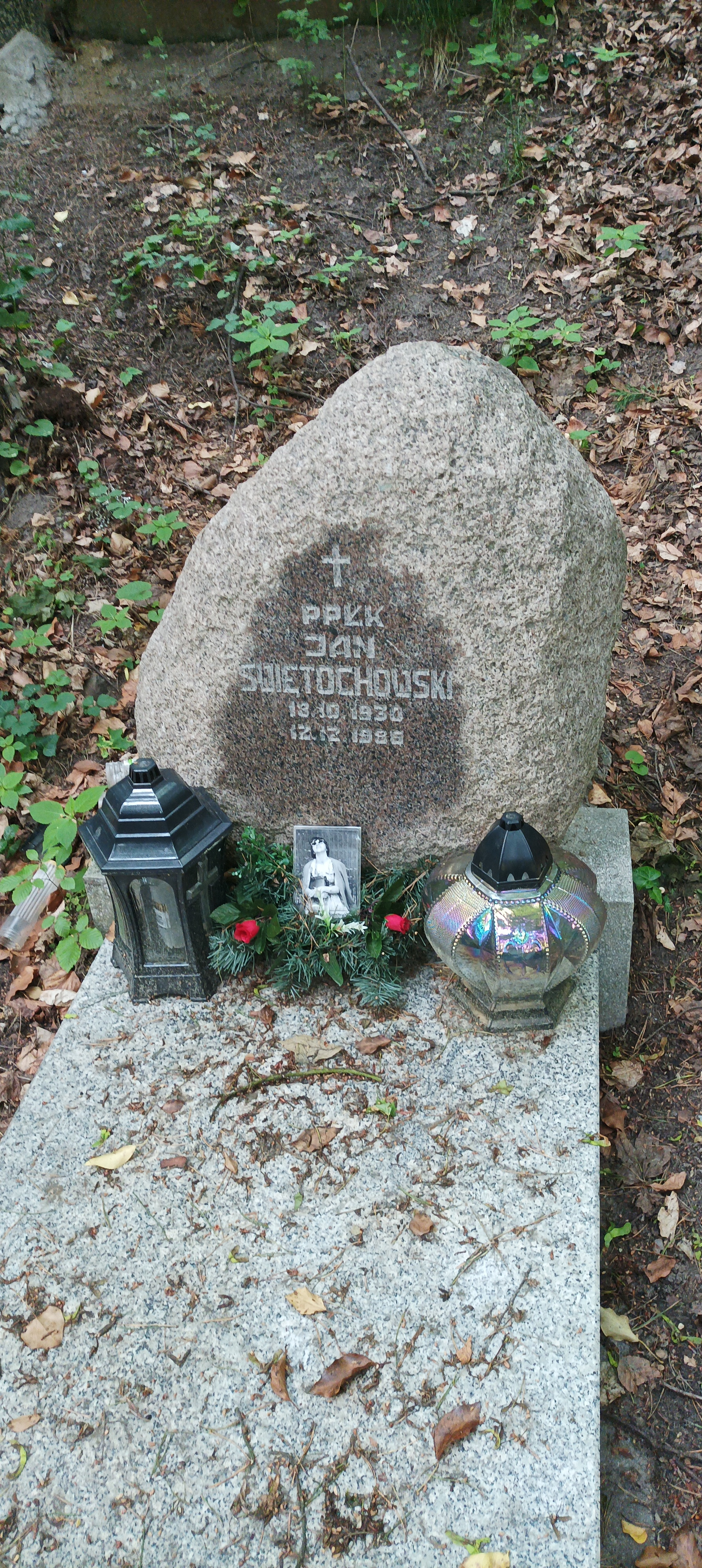
Grób Urszuli Świętochowskiej na Cmentarzu Srebrzysko w Gdańsku